# Angela Thomas
Angela Thomas (auch Angela Thomas Jankowski, Angela Thomas Bill, Angela Thomas Schmid, * 23. November 1948 bei Düsseldorf) ist eine Schweizer Kunsthistorikerin, Ausstellungskuratorin und Autorin von Texten u. a. über Max Bill und Georges Vantongerloo.

## Leben und Werk
Aufgewachsen in der Nähe von Düsseldorf und in Westberlin studierte Thomas ab 1969 Politologie bei Harold Hurwitz an der Freien Universität Berlin und arbeitete bei ihm auch als HiWi (Hilfswissenschaftlerin). 1973 begann Thomas an der Universität Zürich ein Studium in Kunstgeschichte, was sie 1979 mit einem Lizentiat und 1987 mit einer Dissertation über Georges Vantongerloo abschloss.
1974 lernte Thomas in Zürich den Architekten und Künstler Max Bill kennen und wurde für die folgenden zwanzig Jahre seine Lebenspartnerin. Nach dem Tod seiner ersten Frau wohnte sie ab 1988 mit ihm im Haus Bill in Zumikon bei Zürich, war ab 1991 seine Ehefrau und erhielt mit der Heirat die Schweizer Staatsbürgerschaft. Nach dem Tod von Bill 1994 wurde sie die gesetzliche Erbin der Hälfte seines Nachlasses.
Thomas kuratierte 1976 in der Akademie der Künste in West-Berlin gemeinsam mit Max Bill seine dortige Retrospektive und ebenfalls mit ihm 1980 die Ausstellung zu Georges Vantongerloo im Los Angeles County Museum of Art und im Kunsthaus Zürich. Seither ist sie regelmässig als Kuratorin aktiv. 1983 kuratierte sie die Ausstellung  sophie taeuber-arp. 1889–1943 im Museo Comunale Ascona, für die Bill den Katalog gestaltete. Im Kunsthaus Zürich kuratierte Thomas 1987 die Gruppenausstellung angelica, anna und andere schwestern von gestern mit 94 Werken von 40 Künstlerinnen, zu welcher 1993 die ebenfalls von Bill gestaltete Monografie Mit unverstelltem Blick erschien.
An weiteren Ausstellungen zu Max Bill war sie 1990 in Ludwigshafen, 1991 in Locarno und London und 1993 in Studen beteiligt, kuratierte 1995 eine weitere allein in Esslingen am Neckar und 2008 gemeinsam mit Jan Hoet die Retrospektive Max Bill: ohne Anfang, ohne Ende im Museum Marta Herford. Weitere Ausstellungen zu Georges Vantongerloo kuratierte sie 1996 in London (als Doppelausstellung zu ihm und Max Bill), 2001 gemeinsam mit Erich Schmid in Zumikon und 2006 wieder in London. In Zumikon organisiert Thomas seit 1995 in Zusammenarbeit mit Erich Schmid regelmässig Ausstellungen, die bisher letzte war die Gruppenausstellung konkreter faktor (2016).
Seit 1977 publizierte Thomas kunstkritische und kunsthistorische Texte, ihr Interesse galt dabei sowohl einem «politischen Feminismus» wie der konkret-konstruktiven Kunst. Zusammen mit Antje Finger initiierte und publizierte sie 1977/1978 die Zeitschrift Kassandra für feministische Kunst, von der zwei Ausgaben realisiert werden konnten. Mit weiteren Frauen gründete sie 1980 in Zürich die feministische Gruppe «Macht & Möcht».
Thomas befasst sich intensiv mit dem Werk von Max Bill und gab die Kataloge zu den Ausstellungen von Bill in der Fondation Saner in Studen (1993) oder zu max bill – die grafischen reihen (1993) in Esslingen heraus. Zu ihm und seinem Werk verfasste sie auch eine Biografie, von der 2008 der erste Teil Mit subversivem Glanz. Max Bill und seine Zeit publiziert wurde. Im geplanten zweiten Teil sollen etwa Bills Reisen und seine Erfahrungen in Brasilien zur Sprache kommen. Thomas war auch die zentrale Zeitzeugin im biografischen Kino-Dokumentarfilm Max Bill – das absolute Augenmass (2008), den Erich Schmid zum 100. Geburtstag von Bill realisierte. Der Film wurde 2008 am Internationalen Filmfestival Locarno aufgeführt und ausgezeichnet.
Ebenfalls befasst sich Thomas nach ihrer Dissertation weiterhin mit dem Werk von Georges Vantongerloo. Zur Verwaltung des Nachlasses und zur Förderung des Werkes von Max Bill und Georges Vantongerloo gründete Thomas 1996 die «max bill georges vantongerloo stiftung».
Als Kunstkritikerin publizierte Thomas Texte zu Max Raphael, Anna Baumann-Kienast, Alis Guggenheim, Sophie Taeuber-Arp, Ulrike Rosenbach, Shirley Goldfarb, Miriam Cahn, Lucia Moholy, Verena Loewensberg und Nelly Rudin. Sie schrieb für Zeitschriften wie Kassandra,  du, FraueZytig FraZ oder die Zytglogge-Zytig in Bern.
1996 lernte Thomas den Filmemacher Erich Schmid kennen, sie heirateten 1998. Zur Hochzeit zeigte der Künstler Roman Signer eine Sprengstoff-Performance im Garten des Hauses Bill in Zumikon, wo Angela Thomas Schmid und Erich Schmid weiterhin gemeinsam leben. Das Haus Bill ist bei Ausstellungen und Veranstaltungen auch der Öffentlichkeit zugänglich.

## Publikationen

### Herausgeberin
- mit Antje Finger: Kassandra. Nr. 0, 1977/78.
- mit Antje Finger: Kassandra. Nr. 1, 1978.
- Georges Vantongerloo. A travelling Retrospective Exhibition. (Ausstellungskatalog). [Ministry of Flemish Culture, Brüssel 1980.]
- Mit Luciano Caramel: Max Bill. Ausstellungskatalog. Fidia edizioni d’arte, Lugano 1991.
- Mit Luciano Caramel: max bill. Ausstellungskatalog. Lorenzelli Arte, Mailand 1991.
- eigenwerk im eisenwerk. sibylle burla, gillian white, elke scheu. (Ausstellungskatalog). Karl Meyer & Co Allschwil 1992.
- max bill. Ausstellungskatalog. Fondation Saner, Studen 1993. (Kataloggestaltung: Max Bill.)

### Monografien
- Angela Thomas: Georges Vantongerloo (1886–1965) und sein Engagement in den Künstlergruppen der 30er Jahre, unter besonderer Berücksichtigung von abstraction création (Paris). Lizentiatsarbeit. Universität Zürich, 1979.
- Angela Thomas Jankowski: sophie taeuber-arp. 1889–1943. Ausstellungskatalog. Waser, Buchs 1983. (Kataloggestaltung: Max Bill.)
- Angela Thomas: denkbilder – materialien zur entwicklung von georges vantongerloo bis 1921 – unter berücksichtigung der korrespondenzen mit theo van doesburg und piet mondrian. Dissertation Universität Zürich. Edition Marzona, Düsseldorf 1987, ISBN 3-921420-31-8.
- Angela Thomas: Mit unverstelltem Blick. Bericht zu drei Künstlerinnen: Anna Baumann-Kienast, Alis Guggenheim, Sophie Taeuber-Arp. Benteli Verlag, Bern 1991, ISBN 3-7165-0807-1. (Kataloggestaltung: Max Bill.)
- Angela Thomas Bill: max bill – die grafischen reihen. Ausstellungskatalog. Verlag Gerd Hatje, Stuttgart 1995, ISBN 3-7757-0311-X.
- Angela Thomas: Mit subversivem Glanz. Max Bill und seine Zeit. Band 1: 1908–1939. Scheidegger & Spiess, Zürich 2008, ISBN 978-3-85881-227-8.
- Angela Thomas: Von konstruktiver Klarheit. Max Bill und seine Zeit. Band 2: 1940–1952. Hauser & Wirth Publishers, Zürich 2023, ISBN 978-3-906915-68-5.

## Kuratierte Ausstellungen
- 1976: max bill retrospektive, Akademie der Künste, West-Berlin (gemeinsam mit Max Bill)
- 1980: Vantongerloo, Los Angeles County Museum of Art und Kunsthaus Zürich (gemeinsam mit Max Bill)
- 1983: sophie taeuber-arp. 1889–1943, Museo Comunale d’Arte Moderna Ascona
- 1987: angelica, anna und andere schwestern von gestern, Kunsthaus Zürich
- 1990: max bill, Wilhelm-Hack-Museum, Ludwigshafen am Rhein (gemeinsam mit Max Bill)
- 1991: Max Bill, Pinacoteca comunale Locarno (gemeinsam mit Max Bill, Luciano Caramel, Pierre Casè)
- 1991: max bill, Edward Totah Gallery, London (gemeinsam mit Max Bill)
- 1992: eigenwerk im eisenwerk, Shed im Eisenwerk, Frauenfeld
- 1993: max bill, Fondation Saner Studen (gemeinsam mit Max Bill) [stimmt?]
- 1995: andre, bendgens, bill, blum, clarke, dibbets, fabro, lehmann, lewitt, long, lowe, lüscher, molnar, naraha, weiner, wulffen, haus bill in Zumikon
- 1995: max bill, die grafischen reihen, Landratsamt Esslingen bei Stuttgart (basierend auf einem Konzept von Max Bill)
- 1996: Max Bill Georges Vantongerloo, Annely Juda Fine Art, London
- 1998: darren lago, renée levi, beat zoderer, haus bill in Zumikon
- 1999: ron bladen, cris gianakos, max bill, hans josephsohn, beat zoderer, richard long, christoph haerle, richard serra, beatrice rossi und frédéric dedellay, haus bill in Zumikon (gemeinsam mit Erich Schmid)
- 2001: georges vantongerloo, haus bill in Zumikon (gemeinsam mit Erich Schmid)
- 2006: Georges Vantongerloo. A Retrospective. Annely Juda Fine Art, London
- 2008: Max Bill: ohne Anfang, ohne Ende. Museum Marta Herford (mit Jan Hoet)
- 2011: max bill. five decades, Annely Juda Fine Art, London
- 2016: konkreter faktor, haus bill in Zumikon (gemeinsam mit Erich Schmid)

## Filme
- Erich Schmid (Regie): max bill – das absolute augenmass. Ariadnefilm, Schweiz 2007. (Kino-Dokumentarfilm, mit Angela Thomas u. a.) (maxbillfilm.ch)
- Angela Thomas [über Max Bill]. In: Slanted Magazine. (Tour de Suisse, Nr. 23, 2014). (online)